# Bisdom Bauru
Het bisdom Bauru (Latijn: Dioecesis Bauruensis) is een rooms-katholiek bisdom met als zetel Bauru, in Brazilië. Het bisdom is suffragaan aan het aartsbisdom Botucatu.

## Geschiedenis
Het bisdom werd opgericht op 15 februari 1964, uit delen van het aartsbisdom Botucatu en het bisdom Lins. Op 22 oktober 1964 veranderde de naam in het Latijn van Bauropolitana naar Bauruensis. 

## Parochies
Het bisdom had in 2020 een oppervlakte van 5.891 km2 en telde 530.647 inwoners waarvan 89,8% rooms-katholiek was.

## Bisschoppen
- Vicente Angelo José Marchetti Zioni (25 maart 1964 - 27 maart 1968)
- Cândido Rubens Padín (27 april 1970 - 4 september 1990)
- Aloysio José Leal Penna (4 september 1990 - 7 juni 2000; coadjutor sinds 30 oktober 1987)
- Luiz Antônio Guedes (24 oktober 2001 - 30 juli 2008)
- Caetano Ferrari (15 april 2009 - 28 maart 2018)
- Rubens Sevilha (28 maart 2018 - heden)

Botucatu (aartsbisdom) · Araçatuba · Assis · Bauru · Lins · Marília · Ourinhos · Presidente Prudente